# Everybody Go
《Everybody Go》是日本偶像組合Kis-My-Ft2的出道單曲。

## 概要
由結成至出道，經過7年後的Kis-My-Ft2的出道單曲。CD發售於2011年6月24日正式發表。
此單曲並同時在台灣、香港、泰國、菲律賓、新加坡、馬來西亞及韓國發售。
當初是預定於5月發售，但因東日本大震災影響下延期。另外，歌詞及曲風也變動了，是一首對日本亮起光輝，帶有希望的歌曲。

## 收錄歌曲

### 初回限定盤A
1. Everybody Go [4:42]
  - 作詞：上中丈弥（THE閃電戦隊），作曲：Samuel Waermo、Stefan Aberg、Octobar，編曲：中村康就
  - TBS系星期五劇集《原來是美男》主題歌
2. S.O.KISS [3:50]
  - 作詞：zopp，作曲：Steven Lee，編曲：CHOKKAKU
3. KISS FOR U [3:43]
  - 作詞：實之里、KOMU，作曲、編曲：Steven Lee

- DVD收錄内容

1. Everybody Go -Music Video-
2. Making Movie

### 初回限定盤B
1. Everybody Go
2. S.O.KISS
3. KISS FOR U

- DVD收錄内容

1. Kis-My-Ftに 逢えるde Show vol.3 at 国立代々木競技場 第一体育館（2011.2.12） -Live Video-

1. FIRE BEAT
2. Kis-My-Calling!(Kis-My-Ftに 逢えるde Show vol.3 at 国立代々木競技場 第一体育館（2011.2.12） -Live Video-)

1. Bonus Movie

### 通常盤
1. Everybody Go
2. S.O.KISS
3. KISS FOR U
4. 少年們（若者たち） [4:29]
  - 作詞：相田殻，作曲：JUNKOO、Takuya Haruda、Anders Dannvik、Niclas Lundin，編曲：CHOKKAKU

### Kis-My-Ft2 SHOP限定盤
1. Everybody Go
2. S.O.KISS

## 外部連結
- Kis-My-Ft2 Official Website